# Mednogorskij
Mednogorskij (in russo  Медногорский?; in lingua caraciai-balcara: Медногорский) è un insediamento di tipo urbano della Repubblica autonoma della Karačaj-Circassia, nel Caucaso, appartenente al rajon Urupskij.
L'insediamento si trova a meno di un chilometro a sud della periferia del centro distrettuale di Pregradnaja e circa 100 km a sud-ovest della città di Čerkessk.